# رترکتور شکمی
رتراکتور شکمی وسیله‌ای است که برای در معرض دید قرار دادن عمق شکم در عمل جراحی لاپاراتومی استفاده می‌شود. شامل دو نوع دستی و خودکار است که نوع خودکار آن کاربرد بیشتری دارد. 
- به طور مثال رترکتور لانگن‌بک (به انگلیسی: Langenbeck retactor) معمولاً در اعمال جراحی برداشتن زائده آپاندیس (آپاندکتومی) مورد استفاده قرار می‌گیرد و کمک جراح توسط این وسیله بافت‌های اطراف ناحیه مورد عمل را کنار می‌کشد.[۲]